# Carl-Heinrich Roemer
Carl-Heinrich Roemer (* 15. August 1903 in Erbes-Büdesheim (Landkreis Alzey-Worms); † 27. April 2000 in Büren, (Kreis Paderborn)) war ein deutscher Landwirt und Pflanzenzüchter. 1955 wurde er Leiter des Bundessortenamtes in Rethmar bei Hannover.

## Leben und Wirken
Carl-Heinrich Roemer wurde am 15. August 1903 in Erbes-Büdesheim als Sohn Erwin Roemer und Cornelia, geb. Giesen, geboren. Im Alter von 16 Jahren starb sein Vater, der seit 1913 Bürgermeister der Ortsgemeinde gewesen war und den Titel eines Ökonomierates trug. Nach dem Studium der Landwirtschaft an der Universität München, das er mit dem Diplom abschloss, promovierte Roemer 1929 in München bei Kießling und widmete sich anschließend der Pflanzenzüchtung. Roemer war ein Spezialist für Saatgut. In seiner Heimatgemeinde führte er eine Saatgutwirtschaft, die sich seit 1854 im Besitz der Familie befunden hatte, dann Krongut geworden war und schließlich 1919 zur Staatsdomäne wurde.
Am 29. Mai 1932 wurde Roemer zum Bürgermeister von Erbes-Büdesheim gewählt. Bürgerliche und Nationalsozialisten hatten die Kandidatur unterstützt. Bei einer Wahlbeteiligung von 95 Prozent setzte er sich mit 290 zu 268 Stimmen gegen seinen Mitbewerber Herrberg (Zentrum) durch. Roemer bekleidete das Amt bis Kriegsende 1945.
Zur Zeit des Dritten Reiches war Roemer Sturmführer im SA-Reitersturm 4/150 Alzey. 1934 sprach er in Udenheim bei einer Veranstaltung zum Thema „Naturgesetzliche Grundlagen zur Aufartung des Volkes“, betonte, dass Völker durch Entartung untergingen, und bezeichnete die „nordische Rasse“ als die „Krone des deutschen Volkes“. Am 21. Mai 1937 beantragte er die Aufnahme in die NSDAP und wurde rückwirkend zum 1. Mai desselben Jahres aufgenommen (Mitgliedsnummer 4.374.310). 1938 wurde Roemer als Saatgutbeauftragter nach Berlin berufen und übernahm u. a. den Vorsitz des Reichsverbandes der Deutschen Pflanzenzucht. Bei den Ausschreitungen im Zuge der Novemberpogrome 1938 wurden in Erbes-Büdesheim auf Veranlassung des Offenheimer SA-Sturmbannführers sieben jüdische Bürger „im Einvernehmen“ mit Bürgermeister Roemer in Schutzhaft genommen. Einer der Inhaftierten wurde am nächsten Tag über Worms in das KZ Buchenwald bei Weimar verschleppt.
1938 in der Position des „Sonderbeauftragten für die Erzeugungsschlacht in Hessen-Nassau“, war Roemer im Frühjahr 1939 mit dem Amt des „Sonderbeauftragten für die praktische Ausbildung in der Landwirtschaft“ betraut (auch 1942 versah er dieses nachweislich noch) und hielt auf seinem Erbes-Büdesheimer Schlossgut – offiziell Saatbaustelle der Landesbauernschaft Hessen-Nassau – beispielsweise landwirtschaftliche Lehrgänge und Lehrlingsprüfungen ab. Auf einer Saatbau-Tagung in Alzey vertrat er den Hauptabteilungsleiter der Landesbauernschaft Hessen-Nassau. Im darauffolgenden Jahr saß er – durch die Aufsichtsbehörde berufen – im Verwaltungsrat der Kreissparkasse Alzey.
1942 wurde der von ihm geführte Musterbetrieb durch Gauleiter Sprenger im Rahmen des „5. Leistungskampfes der deutschen Betriebe“ ausgezeichnet. Zwei Jahre später war Roemer in der Position eines Reichsfachwartes (im Reichsnährstand). Im März 1945 flüchtete er vor den vorrückenden amerikanischen Truppen aus Erbes-Büdesheim.
Nach dem Zweiten Weltkrieg trug er entscheidend zum Wiederaufbau der Pflanzenproduktion in Westdeutschland bei. Roemer war von 1948 bis 1954 Geschäftsführer der Pflanzenzuchtabteilung der wiedergegründeten Deutschen Landwirtschafts-Gesellschaft (DLG). Zusätzlich war er seit der Gründung 1950 der Leiter der Arbeitsgemeinschaft Deutscher Pflanzenzuchtverbände. Im Jahr 1955 wurde mit der Leitung des Bundessortenamtes, Dienststelle Rethmar, betraut und leistete in dieser Position Pionierarbeit.
Roemer publizierte mehrere Fachaufsätze und hielt Vorträge zur Pflanzenzucht.
Weiterhin war er für viele Jahre im DLG-Hauptausschuss aktiv.
1963 erhielt er für seine Verdienste um die DLG die Max-Eyth-Denkmünze in Silber.
Zuletzt war Roemer Präsident des Bundessortenamtes. Aus diesem Amt schied er Ende August 1968 aus Altersgründen aus. Am 27. März 1969 wurde er mit dem Verdienstkreuz 1. Klasse des Verdienstordens der Bundesrepublik Deutschland geehrt.
Roemer verstarb im Alter von 96 Jahren am 27. April 2000 in Büren.